# Charre
Charre ist eine französische Gemeinde mit 220 Einwohnern (Stand 1. Januar 2022) im Département Pyrénées-Atlantiques in der Region Nouvelle-Aquitaine (vor 2016: Aquitanien). Die Gemeinde gehört zum Arrondissement Oloron-Sainte-Marie und zum Kanton Le Cœur de Béarn (bis 2015: Kanton Navarrenx).
Der Name in der gascognischen Sprache lautet Sharra.

## Geographie
Charre liegt ca. 35 km nordwestlich von Oloron-Sainte-Marie in der historischen Provinz Béarn.
Umgeben wird der Ort von den Nachbargemeinden:
| Nabas                   | Rivehaute Araujuzon                         | Araux Viellenave-de-Navarrenx |
| Lichos Charritte-de-Bas | Kompassrose, die auf Nachbargemeinden zeigt | Castetnau-Camblong            |
| Espès-Undurein          | Arrast-Larrebieu                            |                               |

Charre liegt im Einzugsgebiet des Flusses Adour. Ein Nebenfluss des Gave d’Oloron, der Saison, durchströmt zusammen mit seinem Zufluss, dem Laxubie, auch Apaure genannt, das Ortsgebiet.

## Geschichte
Im Laufe des Frühmittelalters gehörte Charre zum westlichen Verteidigungsgürtel des Vicomtes von Béarn gegenüber dem Territorium des Vicomtes von Dax, in dieser Funktion ein Vorposten von Sauveterre und Navarrenx. Vicomte Gaston VII de Béarn de Moncade ließ 1287 eine Burg auf einer Anhöhe südlich des Dorfzentrums errichten, um die Furt von Cherbeleys, die Passage der schweren Artillerie, zu schützen. Diese unterstand der Garnison, die in der Ringmauer der Gemeinde untergebracht war. Einige heutige Häuser tragen noch Spuren dieser Ringmauer, die sie in ihren Bau integriert haben. Bei der Volkszählung von Vicomte Gaston Fébus wurden in Sxarre 27 Haushalte und die Zugehörigkeit zur Bailliage von Sauveterre notiert.
Weitere Toponyme und Erwähnungen waren in der Folge:
- Xarra (1513, Urkunden der Vicomté von Béarn) und
- Sanctus Petrus de Charre (1618, Eingliederung in das Bistum Oloron).[4]

Im 17. Jahrhundert war Charre Hauptort der Viguerie von Mongaston. Auf der Karte von Cassini 1750 ist die Gemeinde in der heutigen Namensform eingetragen, während der Französischen Revolution 1793 als Charre Haute geführt, acht Jahre später während des Französischen Konsulats in der heutigen Namensform.

### Einwohnerentwicklung
Nach Höchstständen der Einwohnerzahl in der Mitte des 19. Jahrhunderts mit 550 Einwohnern reduzierte sich die Zahl bei kurzzeitigen Wachstumsphasen bis heute um rund zwei Drittel.
| Jahr      | 1962 | 1968 | 1975 | 1982 | 1990 | 1999 | 2006 | 2009 | 2022 |
| --------- | ---- | ---- | ---- | ---- | ---- | ---- | ---- | ---- | ---- |
| Einwohner | 314  | 310  | 278  | 259  | 260  | 227  | 214  | 205  | 220  |

## Sehenswürdigkeiten
- Ortskirche, gewidmet dem Apostel Simon Petrus. Wie die meisten katholischen Kirchen des Béarns, so wurde die ursprüngliche, einfache Ortskirche von Charre in den Hugenottenkriegen zerstört. Im 17. Jahrhundert wurde die Kirche schließlich wieder aufgebaut, von 1881 bis 1883 restauriert. In diesem Zuge wurde auch der vierstöckige Glockenturm als Eingangsvorbau errichtet. Von 1885 bis 1886 erfolgte ein vollständiger Neubau, von 1965 bis 1968 eine weitere Restaurierung, bei der die Bleiglasfenster, Werke von Jean Lesquibe aus Anglet, eingesetzt wurden. Der Eingang der Kirche ist in Form eines Korbbogens gebaut, mit Natursteinen eingefasst. Im ersten Geschoss des Turms durchbricht ein doppeltes Rundbogenfenster die Fassade, im zweiten ein Okulus, in der dritten Etage erhellt ein Rundbogen den Raum, in dem sich die Glocken befinden. Der Helm wird auf einem Gesims getragen, das durch konsolenartige Kragsteine gestützt wird. Ein eisernes Kreuz mit einer Wetterfahne in Form eines Hahns schließt den Turm nach oben ab. Das Langhaus besteht aus einem Kirchenschiff und ist mit einem falschen Kesselgewölbe versehen.[8][9]

- Château de Mongaston. Die ursprüngliche Burg ist 1287 erstmals erwähnt worden. Die Grundherren von Mongaston sind seit dem 14. Jahrhundert bekannt. Im 17. Jahrhundert sind neue Gebäude neben der alten Burg erwähnt worden. 1929 zerstörte ein Brand einen großen Teil des Schlosses, das sich seit 1971 in Restaurierungsarbeiten befindet.[10]

## Wirtschaft und Infrastruktur

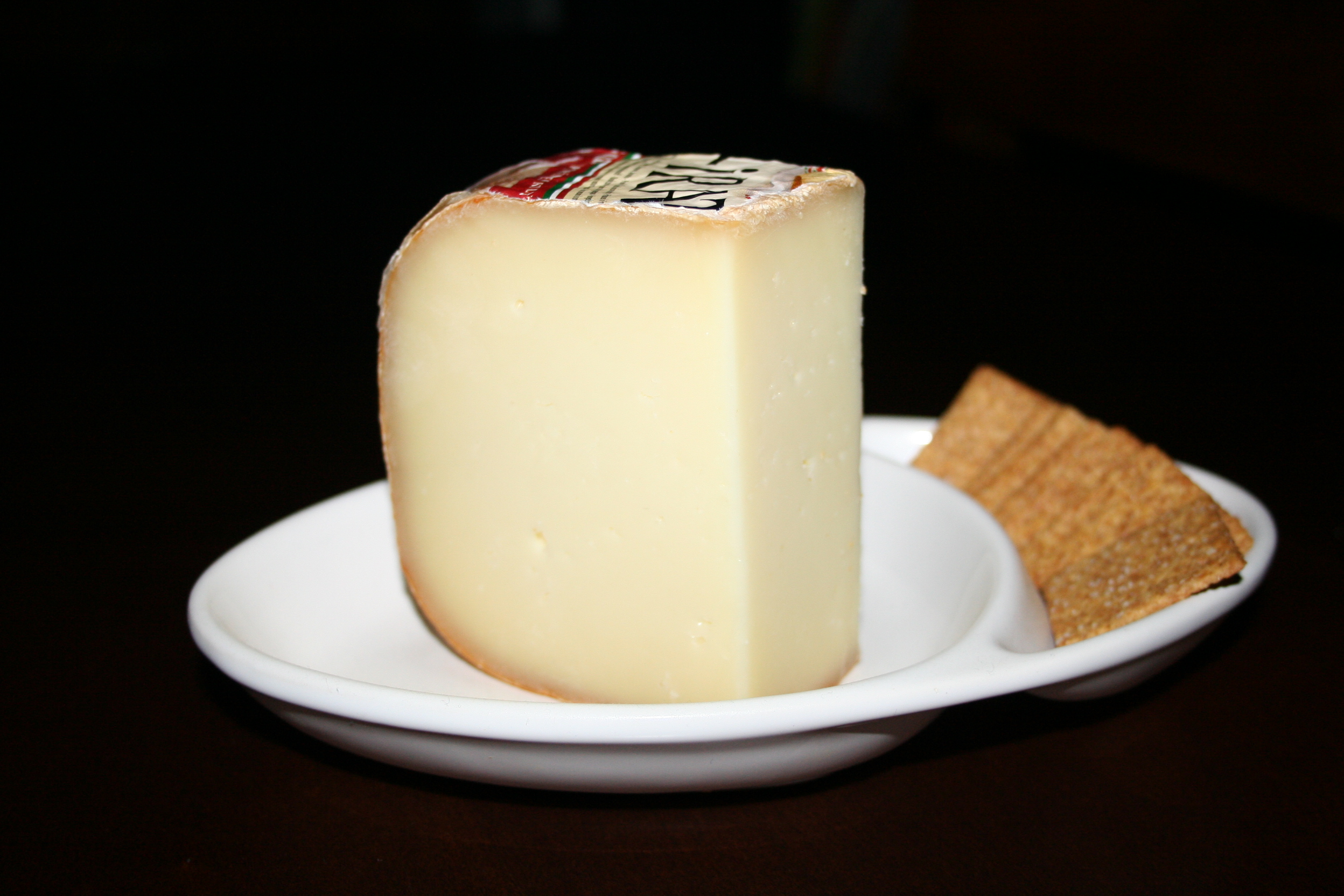
Ossau-Iraty

Die Landwirtschaft ist eine der wichtigsten Wirtschaftsfaktoren der Gemeinde. Die Lage an einem der historischen Jakobswege nach Santiago de Compostela führt zu einer wachsenden Bedeutung des "grünen" Tourismus. Charre liegt in den Zonen AOC des Ossau-Iraty, eines traditionell hergestellten Schnittkäses aus Schafmilch, sowie der Schweinerasse und des Schinkens „Kintoa“.

### Sport
Der Fernwanderweg GR 65 von Genf nach Roncesvalles führt durch die Gemeinde. Er folgt der Via Podiensis, einem der vier historischen Jakobswege.

### Verkehr
Die Gemeinde ist erreichbar über die Routes départementales 23, 115 und 244.